# Марин Чилич
Ма́рин Чи́лич (хорв. Marin Čilić; 28 вересня 1988, Меджугор'є, СФРЮ) — хорватський професійний тенісист.

## Загальна інформація
Марин — один із чотирьох синів Зденка і Ковільки Чиличів. Його старших братів звати Вінко і Горан, а молодшого — Мілі.
Чилича привела в теніс його кузина — Таня, коли йому було 7 років. Улюблені покриття — хард і трава.
Тренер Чилича, Боб Бретт — колишній тренер Горана Іванішевича.
Його друзі дали йому прізвисько «Чила».

## Рейтинг на кінець року
| Рік  | Одиночний рейтинг | Парний рейтинг |
| 2021 | 30                | 423            |
| 2020 | 42                | 281            |
| 2019 | 39                | 444            |
| 2018 | 7                 | 0              |
| 2017 | 6                 | 184            |
| 2016 | 6                 | 124            |
| 2015 | 13                | 250            |
| 2014 | 9                 | 103            |
| 2013 | 37                | 172            |
| 2012 | 15                | 59             |
| 2011 | 21                | 67             |
| 2010 | 14                | 300            |
| 2009 | 14                | 239            |
| 2008 | 23                | 299            |
| 2007 | 71                | 455            |
| 2006 | 170               | 815            |
| 2005 | 587               | 848            |
| 2004 | 1 463             | 1 241          |

## Виступи на турнірах

### Фінали турнірів Великого шолома (3 - 1 перемога, 2 поразки)
| №  | Рік  | Турнір          | Покриття | Суперник у фіналі | Рахунок                      |
| 1. | 2014 | US Open         | Хард     | Кеі Нішікорі      | 6-3 6-3 6-3                  |
| 2. | 2017 | Вімблдон        | Трава    | Роджер Федерер    | 3–6, 1–6, 4–6                |
| 3. | 2018 | Australian Open | Хард     | Роджер Федерер    | 2–6, 7–6(7–5), 3–6, 6–3, 1–6 |

### Фінали турнірівATPв одиночному розряді (22)

#### Перемоги (13)
| Легенда                     |
| --------------------------- |
| Турніри Великого шолому (1) |
| Фінал АТР-туру (0)          |
| ATP Мастерс 1000 (0)        |
| АТР 500 (0)                 |
| АТР 250 (12)                |

| Титули за покриттям | Титули за місцем проведення матчів турніру |
| ------------------- | ------------------------------------------ |
| Хард (11)           | Зал (5)                                    |
| Ґрунт (1)           | Зал (5)                                    |
| Трава (1)           | Відкрите повітря (8)                       |
| Килим (0)           | Відкрите повітря (8)                       |

| №   | Рік            | Турнір                  | Покриття | Суперник у фіналі     | Рахунок                      |
| 1.  | 23 серпня 2008 | Нью-Хейвен, США         | Хард     | Марді Фіш             | 6-4 4-6 6-2                  |
| 2.  | 11 січня 2009  | Ченнаї, Індія           | Хард     | Сомдєв Девварман      | 6-4 7-6(3)                   |
| 3.  | 8 лютого 2009  | Загреб, Хорватія        | Хард(i)  | Маріо Анчич           | 6-3 6-4                      |
| 4.  | 10 січня 2010  | Ченнаї, Індія (2)       | Хард     | Станіслас Вавринка    | 7-6(2) 7-6(3)                |
| 5.  | 7 лютого 2010  | Загреб, Хорватія (2)    | Хард(i)  | Міхаель Беррер        | 6-4 6-7(5) 6-3               |
| 6.  | 30 жовтня 2011 | Санкт-Петербург, Росія  | Хард(i)  | Янко Типсаревич       | 6-3 3-6 6-2                  |
| 7.  | 17 червня 2012 | Лондон, Велика Британія | Трава    | Давид Налбандян       | 6-7(3) 4-3 — дискваліфікація |
| 8.  | 15 липня 2012  | Умаг, Хорватія          | Ґрунт    | Марсель Гранольєрс    | 6-4 6-2                      |
| 9.  | 10 лютого 2013 | Загреб, Хорватія (3)    | Хард(i)  | Юрген Мельцер         | 6-3 6-1                      |
| 10. | 9 лютого 2014  | Загреб, Хорватія (4)    | Хард(i)  | Томмі Гаас            | 6-3 6-4                      |
| 11. | 23 лютого 2014 | Делрей-Біч, США         | Хард     | Кевін Андерсон        | 7-6(6) 6-7(7) 6-4            |
| 12. | 8 вересня 2014 | US Open                 | Хард     | Кей Нісікорі          | 6-3 6-3 6-3                  |
| 13. | 19 жовтня 2014 | Москва, Росія           | Хард     | Роберто Баутіста-Агут | 6-4 6-4                      |

#### Поразки (9)
| №  | Рік              | Турнір                  | Покриття | Суперник у фіналі    | Рахунок        |
| 1. | 11 жовтня 2009   | Пекін, Китай            | Хард     | Новак Джокович       | 2-6 6-7(4)     |
| 2. | 1 листопада 2009 | Відень, Австрія         | Хард(i)  | Юрген Мельцер        | 4-6 3-6        |
| 3. | 9 травня 2010    | Мюнхен, Німеччина       | Ґрунт    | Михайло Южний        | 3-6 6-4 4-6    |
| 4. | 20 лютого 2011   | Марсель, Франція        | Хард(i)  | Робін Содерлінг      | 7-6(8) 3-6 3-6 |
| 5. | 31 липня 2011    | Умаг, Хорватія          | Ґрунт    | Олександр Долгополов | 4-6 6-3 3-6    |
| 6. | 9 жовтня 2011    | Пекін, Китай (2)        | Хард     | Томаш Бердих         | 6-3 4-6 1-6    |
| 7. | 6 травня 2012    | Мюнхен, Німеччина (2)   | Ґрунт    | Філіпп Кольшрайбер   | 6-7(8) 3-6     |
| 8. | 16 червня 2013   | Лондон, Велика Британія | Трава    | Енді Маррей          | 7-5 5-7 3-6    |
| 9. | 16 лютого 2014   | Роттердам, Нідерланди   | Хард(i)  | Томаш Бердих         | 4-6 2-6        |

### Фінали челенджерів та ф'ючерсів в одиночному розряді (5)

#### Перемоги (4)
| Умовні позначення |
| Челенджери (2)    |
| Ф'ючерси (2+1)    |

| Титули за покриттям | Титули за місцем проведення матчів турніру |
| ------------------- | ------------------------------------------ |
| Хард (3)            | Зал (1)                                    |
| Ґрунт (1+1)         | Зал (1)                                    |
| Трава (0)           | Відкрите повітря (3+1)                     |
| Килим (0)           | Відкрите повітря (3+1)                     |

| №  | Дата           | Турнір              | Покриття | Суперник у фіналі | Рахунок     |
| 1. | 14 серпня 2005 | Вінковці, Хорватія  | Ґрунт    | Лукаш Лацко       | 6-3 6-1     |
| 2. | 19 лютого 2006 | Загреб, Хорватія    | Хард(i)  | Дітер Кіндлманн   | 6-4 6-2     |
| 3. | 14 квітня 2007 | Касабланка, Марокко | Ґрунт    | Сімоне Болеллі    | 4-6 6-3 6-4 |
| 4. | 13 травня 2007 | Рієка, Хорватія     | Ґрунт    | Лукаш Лацко       | 7-5 6-2     |

#### Поразки (1)
| №  | Дата           | Турнір           | Покриття | Суперник у фіналі | Рахунок           |
| 1. | 26 лютого 2006 | Загреб, Хорватія | Хард(i)  | Міша Звєрєв       | 6-7(5) 6-3 6-7(7) |

### Фінали турнірівATPв парному розряді (1)

#### Поразки (1)
| №  | Дата          | Турнір         | Покриття | Партнер     | Суперники у фіналі          | Рахунок        |
| 1. | 31 липня 2011 | Умаг, Хорватія | Ґрунт    | Ловро Зовко | Сімоне Болеллі Фабіо Фоніні | 3-6 7-5 [7-10] |

### Фінали челенджерів та ф'ючерсів в парному розряді (3)

#### Перемоги (1)
| №  | Дата           | Турнір             | Покриття | Партнер    | Суперники у фіналі          | Рахунок     |
| 1. | 14 серпня 2005 | Вінковці, Хорватія | Ґрунт    | Іван Додіг | Даніель Лустіг Карел Трішка | 3-6 6-4 6-3 |

#### Поразки (2)
| №  | Дата           | Турнір           | Покриття | Партнер              | Суперники у фіналі         | Рахунок    |
| 1. | 29 серпня 2004 | Загреб, Хорватія | Ґрунт    | Анте Накіч-Алфіревич | Марко Вукеліч Лука Кукуліч | 3-6 3-6    |
| 2. | 26 лютого 2005 | Загреб, Хорватія | Хард(i)  | Анте Накіч-Алфіревич | Бостян Осабник Рок Ярц     | 6-7(3) 2-6 |